# Piazza VIII Agosto
Piazza VIII Agosto, odonimo scritto anche come piazza dell'Otto Agosto, è la più grande piazza del centro storico di Bologna, due volte più ampia di piazza Maggiore.
Nei giorni di venerdì e sabato piazza VIII Agosto ospita il tradizionale e grande "mercato della Piazzola", con oltre 400 banchi ambulanti.

## Storia
Durante gli scavi per realizzare il parcheggio interrato venne alla luce un enorme sito archeologico stratificato, risalente dall'età del ferro alle epoche romana e medievale, incluso un grande complesso di impalcati lignei della cultura villanoviana, riconducibile ad un luogo per le prime assemblee pubbliche della città etrusca di Felsina; dopo l'abbandono di tale edificio nel VII secolo a.C., il luogo venne utilizzato come sepolcreto e poi come campo agricolo. Questo enorme spazio urbano venne acquisito dal Comune di Bologna nel 1219, venendo ufficialmente denominato piazza del Mercato nel 1251 in occasione del mercato del bestiame che lì si teneva.
Nel 1390 la Repubblica bolognese concesse l'organizzazione, otto giorni prima e otto giorni dopo la festa di San Petronio, di una fiera franca, cioè esente da dazi e gabelle, per la vendita di qualunque mercanzia (ad eccezione del sale). Al centro della piazza vi era una croce in cui si celebrava messa più volte al giorno. Durante la fiera non era consentita l'installazione di bancarelle per la vendita di merci in alcun'altra parte della città, tranne il banco delle candele di cera davanti alla basilica di Santo Stefano.
Nel 1738 le misure della piazza vennero registrate in 42 pertiche e 6 piedi di lunghezza per 31 pertiche e 2 piedi di larghezza; al centro vi era collocata una colonna dorica alta 65 piedi con lo stemma di papa Alessandro VII, che il 14 luglio 1656 aveva istituito l'annuale fiera dei cavalli del mese di maggio. A tal scopo, nel 1662 la piazza fu alzata, spianata e pareggiata. A sinistra della piazza era indicato un sito dedicato al "giuoco del pallone", dove i dilettanti praticavano questo sport ed era perciò molto frequentato in estate.
In epoca napoleonica venne utilizzata come piazza d'armi per esercitazioni e parate militari.
L'8 agosto 1848 la piazza fu teatro della storica vittoria dei bolognesi contro l'esercito austriaco, che fu cacciato dalla città perdendo oltre quattrocento soldati, mentre i bolognesi morti furono una sessantina: per tale rivolta la città di Bologna venne insignita della medaglia d'oro delle città benemerite del Risorgimento Nazionale. Da allora la piazza fu intitolata in ricordo di tale evento e sulla scalinata della Montagnola che domina la piazza è collocato il monumento al Popolano, scultura del 1903 di Pasquale Rizzoli.
Nel 1877, per motivi di decoro, viene trasferito da piazza Maggiore il mercato settimanale dei generi non alimentari: nasce così lo storico mercato della Piazzola, regolamentato poi nel 1904. Giuseppe Lipparini lo definì come "il regno degli stracci, l'impero dei rottami, il sultanato dei rifiuti", mentre per Riccardo Bacchelli il mercato offriva solo "avanzi di miserie e della vecchiaia".
Il 10 maggio 1891, durante il Concorso Ginnastico Federale, due squadre di atleti della Società Ginnastica Virtus giocano nella piazza, per la prima volta in Italia in un luogo pubblico, una partita di calcio: l'esibizione di questo nuovo sport è gratuita, ma disapprovata dai fischi del pubblico. Nel maggio 1901 fu allestito lo Stadio Attico per ospitare il Concorso ginnastico internazionale, a cui assistettero oltre 20 000 spettatori. Nel 1912 si svolse il primo incontro di pugilato in città.

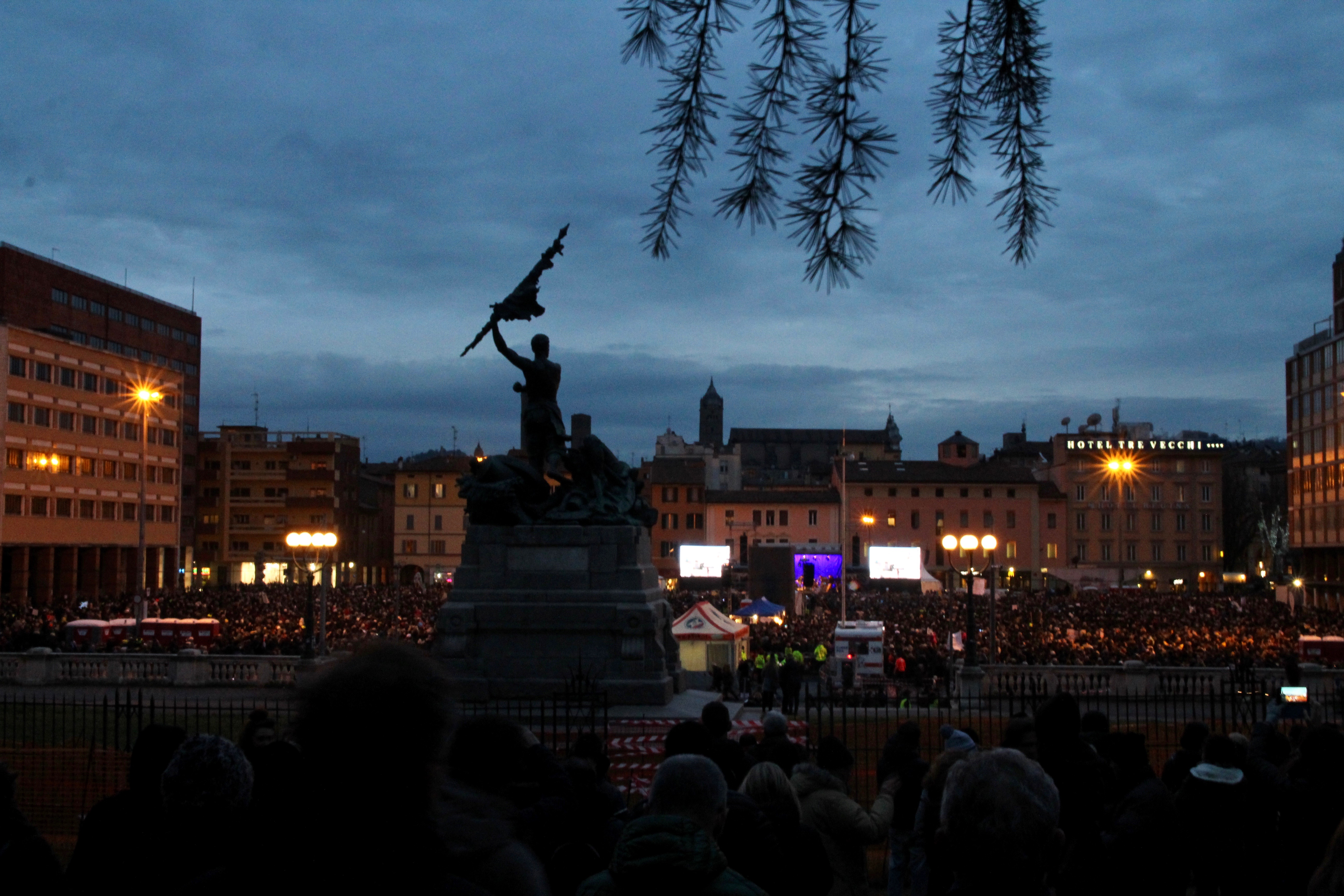
Piazza VIII agosto vista dalla Montagnola durante una manifestazione delle sardine nel 2020

Il 18 agosto 1944 avvenne l'eccidio nazifascista che portò alla fucilazione per rappresaglia di sette cittadini di Molinella.
Nel secondo dopoguerra l'amministrazione comunale bandì un concorso per realizzare un monumento commemorativo della neonata Repubblica Italiana da collocare nella piazza, ma poi l'obelisco progettato nel 1951 non fu più realizzato per mancanza di risorse economiche e di volontà.
Nel 1974 fu collocata, all'angolo con via Indipendenza, una lapide in memoria di Oreste Biavati (1890-1971), storico venditore di lamette e sapone, noto per i suoi discorsi e battute che più volte avevano attirato l'attenzione della polizia fascista ("con dignitosa umiltà, schietta parola, petroniana arguzia, seppe trasformare il mestiere in arte").
Nel dicembre del 2000 venne inaugurato un grande parcheggio interrato da 980 posteggi divisi su tre livelli. Al centro della piazza è presente un enorme camino d'aerazione, che per la sua forma a parallelepipedo nero alto 10 metri è soprannominata scherzosamente la Kaaba.